# Acrophialophora fusispora
Acrophialophora fusispora är en svampart som först beskrevs av S.B. Saksena, och fick sitt nu gällande namn av Samson 1970. Acrophialophora fusispora ingår i släktet Acrophialophora, divisionen sporsäcksvampar och riket svampar.   Inga underarter finns listade i Catalogue of Life.